# Пытьях (река)
Пытьях — река в Ханты-Мансийском АО России. Впадает в Большой Балык по левому берегу, в 63 км от его устья, в районе города Пыть-Ях. Длина реки составляет 50 км, площадь водосборного бассейна — 340 км².

## Данные водного реестра
По данным государственного водного реестра России относится к Верхнеобскому бассейновому округу, водохозяйственный участок реки — Обь от города Нефтеюганск до впадения реки Иртыш, речной подбассейн реки — Обь ниже Ваха до впадения Иртыша. Речной бассейн реки — (Верхняя) Обь до впадения Иртыша.